# Đảo Lượng
Đảo Lượng (tiếng Trung: 亮島; bính âm: Liàng Dǎo; Wade–Giles: Liang4 Tao3; nghĩa đen 'đảo sáng láng'; Latin hóa tiếng Phúc Châu: Liông-dō̤, tên gốc là Hoành Sơn 橫山, đảo Lãng 浪島) là một đảo nằm trên  biển Hoa Đông, thuộc hương Bắc Can, huyện Liên Giang (quần đảo Mã Tổ), tỉnh Phúc Kiến, Trung Hoa Dân Quốc (Đài Loan). Đảo đóng cửa đối với công chúng.
Đảo Lượng cách 26 km từ đảo Bắc Can lẫn đảo Đông Dẫn, cách 19,25 km từ đảo Khôi Sơn thuộc thành phố Ninh Đức của Trung Quốc đại lục. Đảo dài 1,4 km, rộng 250 m, diện tích 0,35 km2 Trên đảo có núi Thanh Miện (清勉山) cao 91 m so với mực nước biển, 
cảng chính là cảng Bách Thắng  (百勝港).
Trước năm 1965, ngư dân thỉnh thoảng sống trên đảo vào mùa hè và rời đi khi mùa thu đến.
Sau năm 1949, Quân Giải phóng Nhân dân Trung Quốc chiếm giữ đảo một cách không liên tục. Trước bình minh ngày 15 tháng 7 năm 1951, quân của Quốc dân Đảng cắm quốc kỳ của Trung Hoa Dân Quốc tại điểm cao nhất trên đảo. Đến ngày 17 tháng 3 năm 1965, một đại đội bộ binh đóng quân trên đảo; đơn vị đồn trú duy trì cho đến nay.
Năm 1966, Bộ trưởng Quốc phòng Tưởng Kinh Quốc đến thị sát đảo, ông đặt tên cho đảo là đảo Lượng, bắt nguồn từ câu 「島立天中，亮照大陸」(dǎo lì tiān zhōng, liàng zhào dàlù, 'đảo đứng giữa trời, sáng chiếu đại lục'). Ngày 9 tháng 9 năm 2005, Tổng thống Trần Thủy Biển thăm đảo Lượng và các đảo lân cận.
Tháng 12 năm 2011, hóa thạch người cổ đảo Lượng có niên đại khoảng 8.000 năm được phát hiện trên đảo.